# LPH-6112 마라도
LPH-6112 마라도(馬羅島)는 독도급 대형수송함의 2번함으로, 2020년 대한민국 해군에 인도해 2021년 6월 취역한 강습상륙함이다. 해군본부 함명제정위원회가 최외곽 도서명으로 대형수송함의 명칭을 붙이는 원칙을 들어 선정하였다.

## 역사
2017년 4월 28일, 부산 영도구 한진중공업에서 정부 및 개발업체 관계자들이 참석한 가운데 마라도함 기공식을 가졌다.
2018년 5월 14일 진수식을 했다. 2007년 첫 대형수송함 독도함이 취역한 지 10여년만이다.
2020년 7월, 완전건조 및 진수되어 시운전중 기간을 가졌다.
2021년 6월 28일 취역식을 가졌다.

## F-35B
2017년 12월 25일, 한국군 수뇌부는 수직이착륙기인 F-35B 6대를 마라도함에 탑재하는 문제를 검토했다. 2014년 3월, 한국군은 F-35A 40대를 2018~2021년까지 도입하기로 결정하면서, 나머지 20대는 2023~2024년 전력화를 목표로 도입을 추후에 추진하기로 결정했는데, 추가 20대 중에서 6대를 수직이착륙기인 F-35B로 도입하는 것이 어떠한지 검토했다.
2017년 11월, 트럼프 대통령은 정상회담에서, 일본의 아베 신조 총리와 대한민국의 문재인 대통령에게 F-35 추가구매를 요구했다. 이에 일본이 F-35B 20-40대를 추가구매 하기로 결정하였으며, 이즈모함의 비행갑판을 수직이착륙기가 사용할 수 있게 개조하는 연구를 시작했다.
이에 한국도 F-35B를 20대 추가 구매하는 방안을 검토했다.
2017년 12월 26일, 화춘잉 중국 외교부 대변인은 정례 브리핑에서 일본의 F-35B 도입 검토와 관련해 일본은 평화헌법을 준수하고 신중히 행동해야 한다고 밝혔다.
F-35B는 400 ft(120 m) 이륙거리와 수직착륙 기능을 가진 STOVL(Short Take-Off and Vertical Landing)전투기로서, 마라도함의 길이가 199 m 이므로 이착륙이 가능하다. 언론 보도에 따르면, 마라도함이 독도함에는 없던 수직이착륙기용 비행갑판을 깔았다는 보도도 있고, 아니라는 보도도 있다. 마라도함의 비행갑판은 초고장력강(UHSS) 재질로 제작됐으며, 이는 MV-22 오스프리와 같은 수직이착륙기가 이착함 할 수 있도록 하기 위함이다. 독도함의 비행갑판은 고장력강이다. F-35B의 무게는 약 27톤으로 MV-22 오스프리의 최대이륙중량 27.4톤과 비슷하다. F-35B가 마라도함에 착함시엔 갑판에 가해지는 980도의 고열에 갑판이 부식되지 않도록 하기 위해 내열코팅이 필요하다. 내열 비행갑판이 아니라는 독도함도 MV-22 오스프리 이착륙을 쌍용훈련에서 하고 있다. F-35B는 꼬리에 항모 함재기들의 어레스팅 후크가 없다. 즉, 수직착륙만을 고려해서 개발되었다.

## 건조 규모
2010년 10월 18일, 독도함에서 열린 국회 국방위 국정감사에서 해군은 2018년 마라도함을 취역시킬 것이라고 밝혔다. 마라도함은 독도함 보다 30%이상 커져서, 헬기 10대가 동시작전 가능할 것이라고 보고했다. 독도함은 헬기 6대가 동시작전 가능하다. 만재배수량 18,800톤인 독도함 보다 1.3배 커지면, 마라도함의 만재배수량은 24,440톤 이상이 될 것이다. 만재배수량 27,000톤인 일본 이즈모함은 헬기 9대가 동시작전 가능하다.
대한민국 해군은 독도함(14,000톤) 1척만 운용 중인데, 군 일각에선 중국 항모인 랴오닝호(67,500톤)와 일본의 경항모급 헬기호위함인 이즈모형 호위함(19,000톤)에 대한 대응조치로서, 마라도함을 F-35B 수직이착륙 전투기를 탑재할 수 있는 경항모(2만t 이상)급으로 건조해야 한다는 주장을 하고 있다.
2014년 12월 23일, 대한민국 국방부는 한진중공업과 4,175억원에 마라도함 건조계약을 체결했다. 3,257억 7,000만원에 계약한 독도함 보다 1.28배 비싸졌다. 마라도함은 배수량은 독도함과 같지만, 비행갑판을 개량하여 V-22 오스프리 수직이착륙기 2대가 이착륙할 수 있게 할 계획이다. F-35B 수직이착륙 전투기는 탑재할 수 없다. 일본의 이즈모함도 MV-22 오스프리 2대의 이착함이 가능하다. 록히드 마틴은 한국군 당국에 F-35B 수직이착륙 전투기 관련 자료를 전달했다.
2016년 3월, 한진중공업은 마라도함의 설계를 마쳤다.
2016년 4월, 북한이 한진중공업을 해킹해, 내부 정보가 유출되었다. 북한 인민무력부 정찰총국에 해킹 당한 것으로 추정되며, 한진중공업은 "10억원의 비용을 들여 망분리부터 하기로 했다"고 밝혔다. 한진중공업은 아직 마라도함의 기공식은 하지 않았으며, 2016년까지 설계를 진행 중이다.
2018년 2월 독도함급(14,000톤급)의 2번 함 이름이 ‘마라도함’으로 결정되었다.
2018년 4월, 부산광역시 영도의 조선소에서 건조중인 모습이 포착되었다. 5월 14일 진수되었으며, 2020년 대한민국 해군에 인도될 예정이다.

## 독도함과 비교
마라도함은 독도함과 배수량과 외양만 같지, 성능은 대폭 업그레이드 되었다.
대공 레이더는 이지스함처럼 4면에 다기능위상배열(AESA) 레이더를 단 이스라엘제 EL/M-2248 MF-STAR 레이더를 사용했다. 최대 탐지거리는 450 km이며 저고도로 날아오는 대함 순항미사일은 25 km 떨어진 곳에서 포착할 수 있다.
‘마지막 수문장’ 역할을 하는 근접방공시스템은 네덜란드산 골키퍼 CIWS에서 미국산 팰렁스 CIWS로 바뀌었다. 날아오는 대함미사일을 요격할 무기도 미국산 RIM-116 램 대신 국산 해궁을 장착했다. 전투체계도 성능개량이 이뤄져 최대 표적처리 개수가 두 배로 늘었고, 비행갑판을 강화해 미 해병대 MV-22 수직이착륙 항공기의 운용도 가능하다.

## 같이 보기
- LPH-6111 독도함
- LPH-6113 백령도함 (건조예정)